# رد روی ماسه
رد روی ماسه (عربی: أثار في الرمال) یک فیلم است که در سال ۱۹۵۴ منتشر شد. از بازیگران آن می‌توان به عماد حمدی و فاتن حمامه اشاره کرد.